# Бутрим Яків
Яків Бутрим (22 жовтня 1895 — †? після 1919) — командир 6-го важкого гарматного полку СС Дієвої армії УНР.

## Життєпис
Народився у селі Боромля Ахтирського повіту Харківської губернії. Закінчив Сергіївське артилерійське училище у м. Одеса (1915). Останнє звання у російській армії — поручик.
У 1917 р. — командир батареї 30-го польового важкого артилерійського дивізіону, який у листопаді 1917 р. було українізовано. У 1918 р. — ад'ютант 3-го важкого гарматного полку Армії УНР та Армії Української Держави.
На початку грудня 1918 р. очолював важку гарматну батарею Січових стрільців Дієвої армії УНР. З січня 1919 р. — командир 6-го важкого гарматного полку Січових стрільців Дієвої армії УНР, що знаходився у складі Української Галицької армії: воював проти поляків під Львовом, а згодом проти більшовиків.
У листопаді 1919 р. після переходу УГА на бік білогвардійців гармаші полку, на чолі з Бутримом, пошкодивши армату аби та не дісталася ворогові, саморозпустилися.
Подальша доля невідома.